# ¡Ay, Carmela! (obra de teatro)
¡Ay, Carmela! es una obra  de teatro de José Sanchis Sinisterra escrita en 1986, estrenada en 1987 y Premio Max al Mejor Autor Teatral en Castellano en 1999.

## Estreno
La obra fue estrenada el 5 de noviembre de 1987 en el Teatro Principal de Zaragoza bajo la dirección de José Luis Gómez, quien también interpretó el papel de Paulino. Verónica Forqué encarnó a Carmela. Un año después, los personajes principales eran interpretados por Manuel Galiana y Kiti Mánver, con dirección de José Luis Gómez.
En 2007, se repuso en el Teatro Fígaro de Madrid, con dirección de Miguel Narros, Forqué repitiendo personaje y Santiago Ramos interpretando a Paulino.
Por otro lado, en 2013 José Bornás dirigió su propia adaptación de la obra, protagonizada por Elisa Matilla como Carmela y por Eduardo Velasco en el papel de Paulino. Más adelante este último fue substituido por Daniel Albaladejo y finalmente por Jacobo Dicenta.
En el año 2015 fue representada en el Pueblo Viejo de Belchite, lugar donde discurre la trama de la obra de teatro. Asistiendo el propio Sanchis Sinisterra.
En el año 2019 Cristina Medina, en el papel de Carmela, y Santiago Molero, en el de Paulino, organizaron una gira por diversos teatros de España.
Ha sido subtitulada en ocasiones como Elegía de una Guerra Civil, en dos actos y un epílogo, y en otras como Carmela y Paulino, variedades a lo fino.

## Versión cinematográfica
Carlos Saura dirigió en 1990 la versión cinematográfica, con Carmen Maura y Andrés Pajares en los papeles de Carmela y Paulino, y Gabino Diego, entre otros intérpretes de esta versión que añade personajes.
En el 2000 se hizo una versión televisada por Estudio 1 dirigida por Manuel Iborra y protagonizada por Juan Diego y de nuevo por Verónica Forqué.

## Versiones internacionales
Tania Sarabia y Basilio Álvarez son los protagonistas de la versión venezolana, dirigida por Armando Álvarez en una producción del Grupo Teatral SKENA, estrenada en Caracas, en el Teatro Trasnocho en 2006. La segunda temporada se estrenó en el teatro Premium en el 2011.
En Buenos Aires fue interpretada en 1989 por los prestigiosos actores argentinos Virginia Lago y Jorge Rivera López dirigidos por Dervy Vilas en los teatros Margarita Xirgu del Casal de Catalunya, El Vitral y gira por el interior del país. En esta versión sólo hay dos personajes.
En Bruselas se representó en marzo de 2015 en el Théatre Le Public la versión en francés interpretada por los actores Guy Pion y Béatrix Ferauge bajo la dirección de Carlo Boso.